# Type 92 Chiyoda
La Type 92 era la prima autoblindo sviluppata dall'Impero giapponese, adottata dall'Esercito imperiale giapponese e prodotta dal 1932 al 1937.

## Sviluppo
Lo sviluppo della prima autoblindo giapponese iniziò nel 1930 nello stabilimento automobilistico Chiyoda della Tokyo Gas Electric Engineering Company (oggi Hino Motors) sulla base dell'autocarro a 6×4 Type Q, con la denominazione aziendale "Type QSW".
Il primo prototipo fu presentato nel 1931 e, superati le prove, venne adottata dall'Esercito imperiale nel 1932, anno imperiale 2592, da cui la denominazione ufficiale Type 92. Fu la prima autoblindo completamente sviluppata in Giappone.
In totale, dal 1932 al 1937, furono prodotti circa 200 veicoli blindati di questo tipo.

## Impiego operativo
Le autoblindo Type 92 presero parte all'invasione giapponese della Manciuria nel 1931 ed entrarono in azione nella prima battaglia di Shanghai. Le macchine furono utilizzate sia nelle operazioni di combattimento che per il servizio di polizia. Nel 1937 iniziò il processo di sostituzione di questi veicoli con i tankette Type 97 Te-Ke, che potevano svolgere gli stessi compiti con il vantaggio di un armamento più pesante e della mobilità garantita dalla trazione completamente cingolata.

## Tecnica

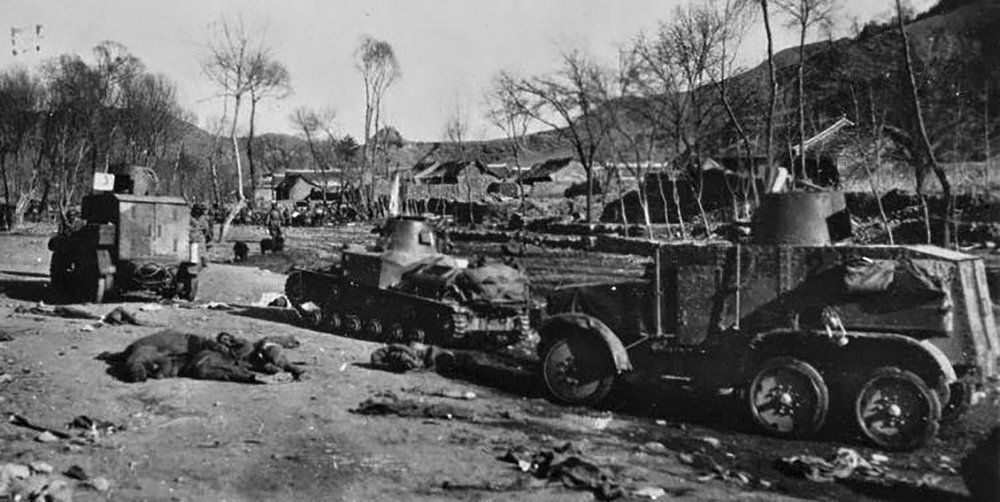
Due autoblindo Type 92 Chiyoda e un tankette Type 92 Jyū-Sokosha entrano in un villaggio cinese

L'impostazione dell'autoblindo era ispirata a quella dell'autoblindo britannica Wolseley, già in servizio con l'Esercito imperiale.
Il telaio dell'autocarro di serie era stato leggermente modificato. Si basava su tre assi con sospensioni a balestra, le ruote anteriori sterzanti, gli assali posteriori erano entrambi motori. Le ruote a quattro razze della Wolseley furono sostituite da ruote a disco d'acciaio con pneumatici in gomma piena. I dischi delle ruote posteriori erano perforati per ridurne il peso. Il telaio di base doveva mantenne i parafanghi standard.
La torretta aveva una base cilindrica con una parte superiore destra inclinata, così modellata per l'installazione di una mitragliatrice in funzione antiaerea. Un altro supporto per mitragliatrice era posizionato sulla parte frontale della torretta. La terza mitragliatrice era installata su supporto a sfera nella parte anteriore dello scafo, al lato sinistro della postazione del conducente.
L'equipaggio della Type 92 era composto da tre persone. Nella parte anteriore del vano di combattimento alloggiavano il conduttore a destra e il mitragliere a sinistra. Il conduttore disponeva di una finestra rettangolare, chiudibile con un parabrezza blindato munito di feritoia.
La mobilità dell'autoblindo era assicurata da un motore a carburatore a 4 cilindri in linea raffreddato a liquido, che sviluppava una potenza di 75 p a 3 000 giri al minuto, che consentiva al veicolo di muoversi su strade asfaltate con una velocità massima di 60 km/h.